# ناصر یمین مردوخی کردستانی
ناصر یمین مردوخی کردستانی (زادۀ ۱ مهر ۱۳۱۱ – درگذشتهٔ ۷ خرداد ۱۳۹۷) شاعر، فعالی پیشکسوت رسانه و مطبوعات و فعال سیاسی کُرد اهل ایران بود.
مردوخی کردستانی با ۶۶ سال سابقه، حضوری پر رنگ در عرصه‌های شاعری، نویسندگی، و سردبیری رسانه‌ها و سایر فعالیت‌های اجتماعی به عنوان کارشناس ارشد و مشاور و فعال سیاسی و مستقل در سایر وزارت خانه‌ها حضور فعال و چشمگیری داشت و در آخرین سمت خود با حکم ولی‌الله سیف؛ رئیس کل بانک مرکزی به سمت مشاور، و مشاور رسانه‌ای وی نیز منصوب شده بود.
او بنیان‌گذار و سردبیر شبکه‌های خبری طوفان‌نیوز و یمین‌نیوز نیز بود.

## زندگی‌نامه و فعالیت‌های اجتماعی و سیاسی
ناصر یمین مردوخی کردستانی ملقب به ناصرخان و آقا ناصر در شهر سنندج و از خانواده‌ای بنام از خاندان بزرگ و سادات مردوخی بدنیا آمد و پدرش از افراد با نفوذ کردستان و از روحانیون و وکلای منطقه بود و خدمات وافری در احیای زبان اصیل کردی سورانی نمود. استعداد نویسندگی و شعر از همان دوران کودکی آشکار بود و همیشه در مناسبت‌ها و مراسم‌های مهم شعرهایی را در حضور مردم و در کنار محمد مردوخ کردستانی بیان می‌کرد و در کتاب تاریخ مردوخ به نیکی از وی به صراحت لهجه و نطق‌های آتشین در دفاع از مظلومان یاد شده‌است. شعرهای ناصر یمین مردوخی دارای صراحت لهجه، عامه پسند، مهیج و آتشین بود. وی خواهرزاده میرزاده عشقی بود.
در بیست سالگی جهت ادامه تحصیل به تنهایی به تهران مهاجرت و همزمان وارد عرصه‌های خبری و فعالیت های فرهنگی و سیاسی گردید و از همان بدو ورود جزو یاران محمد مصدق گردید و سخنران و نماینده در بسیاری از جلسات در تهران و سایر شهرهای ایران به‌خصوص آذربایجان شرقی و غربی و کردستان و کرمانشاه بود و نامش در لیست افراد تحت نظر و کنترل شهربانی کل کشور قرار داشت.

## دیدگاه و روش‌های مبارزاتی
بعد از انقلاب ۱۳۵۷ ایران وی به هیچ‌یک از احزاب سیاسی وابستگی نداشت و با تمامی احزاب و نمایندگان قانونی موافقان و مخالفان کشور روابط خوبی داشت و تمرکز کاری خود در خدمت کردن به مردم می‌دانست و در هر شرایطی که به ضرر مردم ارتباط داشت از هیچ حزب و نماینده‌ای قبول نمی‌کرد.
وی یکی از سخنرانان و منتقدان اصلی در مبارزه با مفسدان اقتصادی و سیاستمداران دورو بود و در بسیاری از سمینارهای داخلی و بین‌المللی فرهنگی و سیاسی و اجتماعی در ایران چه پیش از انقلاب و پس از انقلاب ۵۷ حضور فعال و چشمگیری داشت و شهره عام و خاص در رک‌گویی و شهامت بود و اکثراً جزو هیئت همراه و از مشاوران اصلی رؤسای جمهور در داخل و خارج از کشور فعالیت گسترده‌ای را ایفا می‌نمود.

## درگذشت
سرانجام در روز ۷ خرداد ۱۳۹۷ پس از یک دوره بیماری کوتاه مدت درگذشت و در قطعه نام آوران (قطعه ۲۵۵ ردیف ۵۴۸ شماره ۱۷) در بهشت زهرا به خاک سپرده شد.
در مراسم تشییع و ختم استاد ناصر یمین مردوخی کردستانی، اعضای هیئت دولت، نمایندگان مجلس شورای اسلامی، معاونین و ریاست بانک‌ها، سخنگوی وزارت خارجه بهرام قاسمی، سخنگو و معاون اول قوه قضائیه غلامحسین محسنی اژه ای، رئیس سازمان برنامه و بودجه محمد باقر نوبخت، رئیس کل بانک مرکزی ولی‌الله سیف، رئیس بیمه مرکزی عبدالناصر همتی، فرماندهی نیروی انتظامی تهران بزرگ حسین رحیمی، رئیس شورای شهر تهران محسن هاشمی رفسنجانی جامعه خبری و خبرنگاران پارلمانی مجلس، حضور داشتند.